# Prosopocera jacobeae
Prosopocera jacobeae là một loài bọ cánh cứng trong họ Cerambycidae.